# مسجد عبد الرحمن
مسجد عبد الرحمن أو مسجد عبد الرحمن جومات المسجد يعرف أيضا باسم المسجد الكبير في كابول، يعد المسجد واحد من أكبر المساجد في أفغانستان.

## الموقع
مسجد عبد الرحمن يقع في واحدة من مناطق كابول التجارية دعا ده افغانان، وهو بالقرب من ساحة باشتونستان مقابل فندق بلازا الأكثر شعبية في تلك المنطقة، بنيت المسجد على مساحة تقدر بحوالي 3.5 فدان، وخصص فيه طابق من المبني مخصص للنساء.

## البناء
تم تسمية المسجد باسم رجل الأعمال الأفغاني الحاج عبد الرحمن الذي توفي قبل اكتمال بناء المسجد، ولكن استمر أبناؤه في اكمال المشروع، وقد بدأ بناء المسجد في عام 2001 من قبل الحاج عبد الرحمن، ولكن البناء تأجل لعدة سنوات بسبب الروتين، المسجد لديه القدرة لخدمة واستيعاب 10,000 مصلي في وقت واحد، وهناك مدرسة داخل المسجد ومكتبة تحتوي على 150,000 كتاب، وقد تم الانتهاء من عمل كبير في المسجد في أواخر عام 2009، ولكن الافتتاح الرسمي تم في شهر يوليو من عام 2012، والذي حضره الرئيس الأفغاني السابق حامد كرزاي والعديد من المسؤولين رفيعي المستوى، وقد تم تصميم المسجد من قبل المهندس المعماري الأفغاني حفيظ الله مير الهاشمي.

## الصور

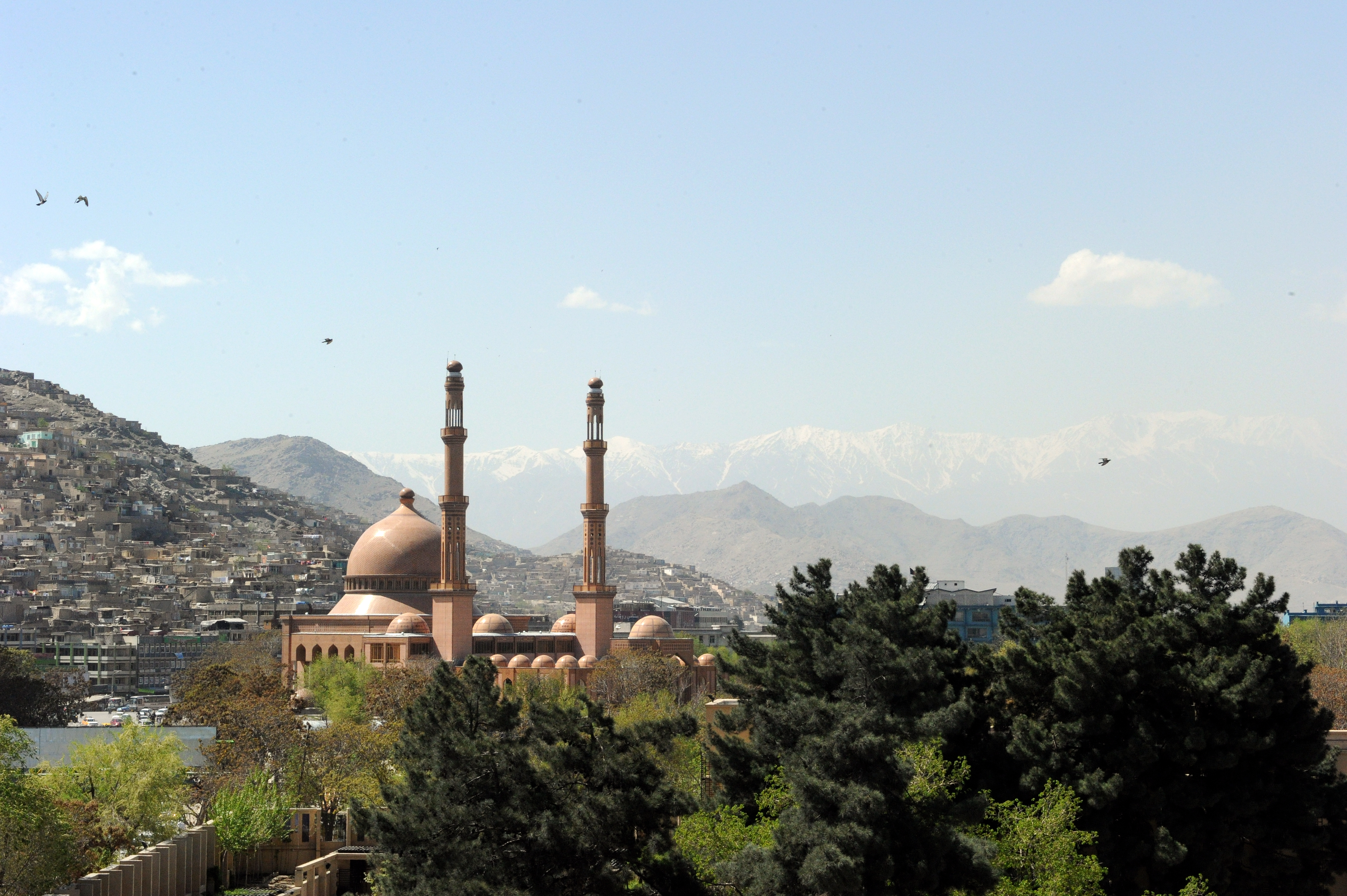
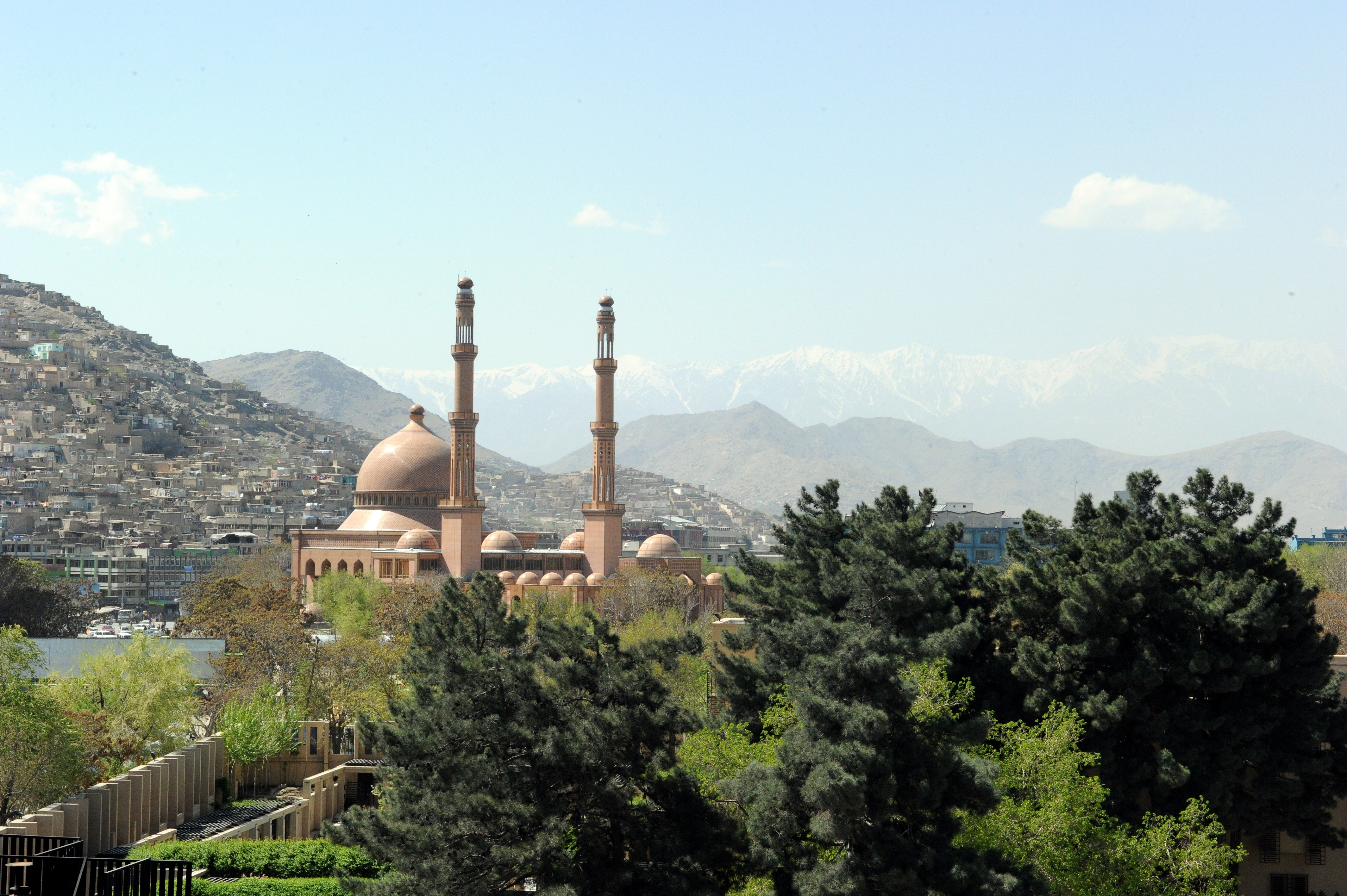
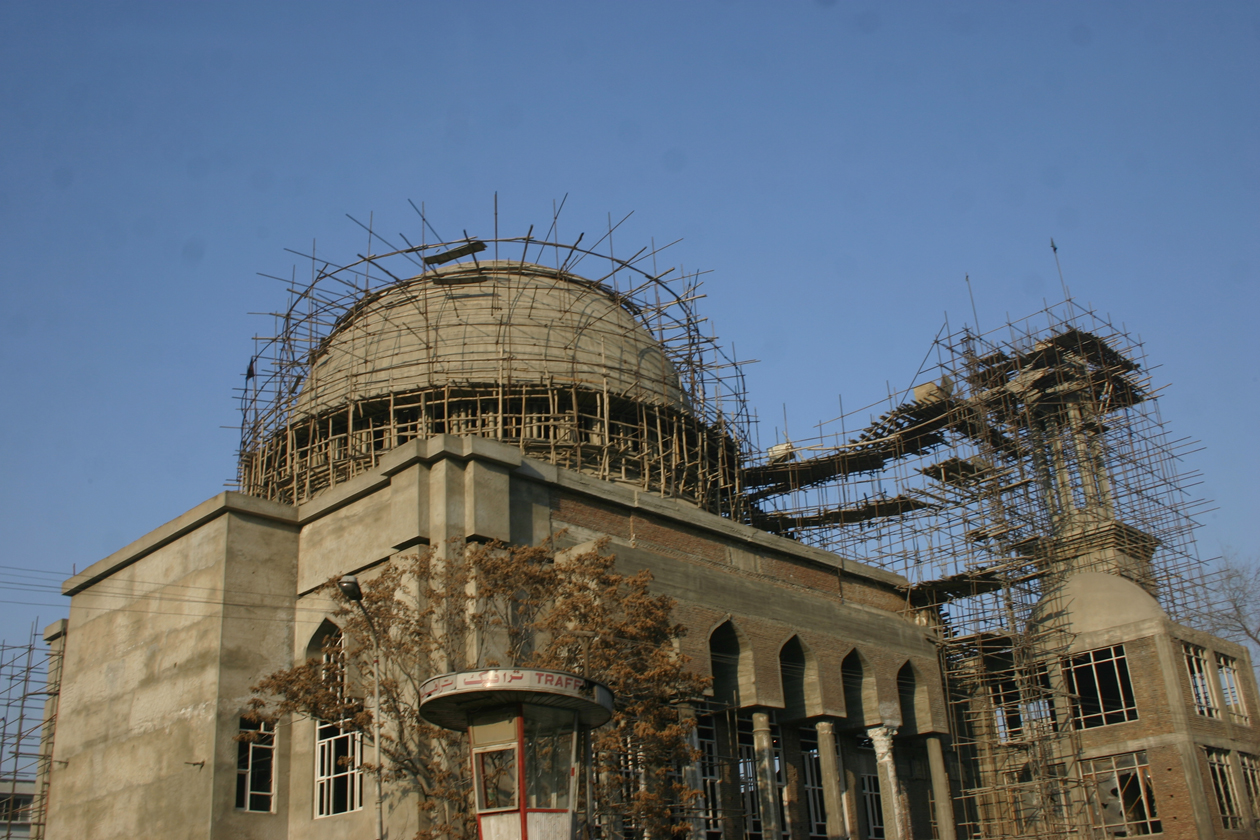
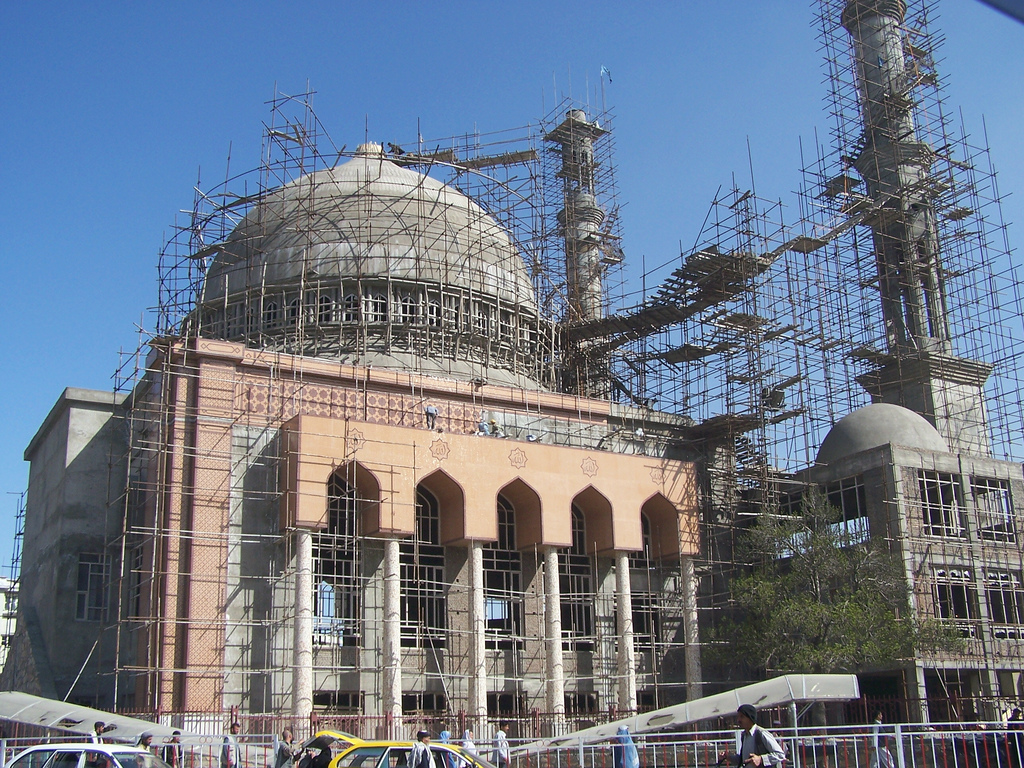

- ملف:Grand Masjid in Kabul.jpg